# Myristica papyracea
Myristica papyracea är en tvåhjärtbladig växtart som beskrevs av James Sinclair.
Myristica papyracea ingår i släktet Myristica och familjen Myristicaceae. Inga underarter finns listade i Catalogue of Life.